# Écos
Cette page ne concerne pas le groupe écologiste, abrégé en EcoS, un groupe parlementaire français de l'Assemblée nationale.
Écos est une ancienne commune française, située dans le département de l'Eure en région Normandie, devenue le 1er janvier 2016 une commune déléguée au sein de la commune nouvelle de Vexin-sur-Epte.
Les habitants sont des Écosiens.

## Toponymie
Le nom de la localité est attesté sous les formes Scoz vers 1063 (cartulaire de la Trinité-du-Mont), Escoz en 1180 (M. R.), Escod en 1229, Escos en 1258 (cartulaire du Trésor), Saint Denis des Coqs en 1423 (comptes de l’archev.), Escots en 1690 (acte not.), Ecots en 1754 (Dict. des postes), Écos-en-Vexin en 1828 (Louis Du Bois).

## Histoire
Écos fut une ancienne place forte des ducs de Normandie. Le château sur motte faisait partie d'un réseau de petits châteaux intermédiaires défendant la frontière du Vexin face au roi de France.
La commune de Valcorbon est rattachée depuis 1842 à Écos.

### Héraldique
| Armes d'Écos | Ces armes se blasonnent ainsi : d'or à deux fasces d'azur, accompagnées de neuf coquilles de gueules posées en orle 4, 2 et 3. Création Félix Leclerc de Pulligny, 1876. Armes de la famille De Montenay. |

## Politique et administration
| Période                                  | Période          | Identité                      | Étiquette | Qualité                                                                                              |
| ---------------------------------------- | ---------------- | ----------------------------- | --------- | --- |
| Les données manquantes sont à compléter. |                  |                               |           | |
| 1852                                     | 1871             | Marquis Armand Alain de Fayet |           | Capitaine aide de camp du Maréchal, Prince d'Eckmühl (1833) Chef de bataillon de la Légion de l'Eure |
| 1871                                     |                  | M. Ridel                      | Droite    | |
| février 1874                             | 24/06/1893       | Félix Leclerc de Pulligny     |           | Suppléant du juge de paix du canton d'Écos                                                           |
| 1893                                     |                  | Louis Sarazin                 |           | |
| Les données manquantes sont à compléter. |                  |                               |           | |
| ca 1924                                  |                  | Montfilliâtre                 |           | |
| Les données manquantes sont à compléter. |                  |                               |           | |
| ca 1943                                  |                  | Roger Halbout                 |           | Nommé conseiller départemental en 1943                                                               |
| Les données manquantes sont à compléter. |                  |                               |           | |
| ca 1960                                  |                  | Paul Jouyet                   |           | Notaire                                                                                              |
| Les données manquantes sont à compléter. |                  |                               |           | |
| mars 2001                                | mars 2008        | Bernard Taillieu              | DVD       | |
| mars 2008                                | 31 décembre 2015 | Michel Jouyet                 | UMP-LR    | Notaire, ancien conseiller général du Canton d'Écos (1992-2015)                                      |

## Démographie
L'évolution du nombre d'habitants est connue à travers les recensements de la population effectués dans la commune depuis 1793. À partir du 1er janvier 2009, les populations légales des communes sont publiées annuellement dans le cadre d'un recensement qui repose désormais sur une collecte d'information annuelle, concernant successivement tous les territoires communaux au cours d'une période de cinq ans. 
Pour les communes de moins de 10 000 habitants, une enquête de recensement portant sur toute la population est réalisée tous les cinq ans, les populations légales des années intermédiaires étant quant à elles estimées par interpolation ou extrapolation. Pour la commune, le premier recensement exhaustif entrant dans le cadre du nouveau dispositif a été réalisé en 2006,.
En 2013, la commune comptait 1 054 habitants, en évolution de +14,19 % par rapport à 2008 (Eure : +2,66 %, France hors Mayotte : +2,49 %).
| 1793 | 1800 | 1806 | 1821 | 1831 | 1836 | 1841 | 1846 | 1851 |
| ---- | ---- | ---- | ---- | ---- | ---- | ---- | ---- | ---- |
| 348  | 360  | 353  | 395  | 401  | 439  | 460  | 525  | 522  |

| 1856 | 1861 | 1866 | 1872 | 1876 | 1881 | 1886 | 1891 | 1896 |
| ---- | ---- | ---- | ---- | ---- | ---- | ---- | ---- | ---- |
| 507  | 538  | 533  | 586  | 585  | 595  | 561  | 530  | 551  |

| 1901 | 1906 | 1911 | 1921 | 1926 | 1931 | 1936 | 1946 | 1954 |
| ---- | ---- | ---- | ---- | ---- | ---- | ---- | ---- | ---- |
| 550  | 539  | 526  | 477  | 451  | 477  | 503  | 508  | 478  |

| 1962 | 1968 | 1975 | 1982 | 1990 | 1999 | 2006 | 2011  | 2013  |
| ---- | ---- | ---- | ---- | ---- | ---- | ---- | ----- | ----- |
| 446  | 411  | 418  | 705  | 805  | 887  | 888  | 1 012 | 1 054 |

## Lieux et monuments
- Mairie[11].
- Église Saint-Denis[12].
- Château du Chesnay Haguest (XIXe siècle), propriété privée[13].
- Halle[14].
- Église Saint-Étienne, propriété privée[15].
- Manoirs au Plix-Aubin[16], à Valcorbon[17], à Bionval[18].

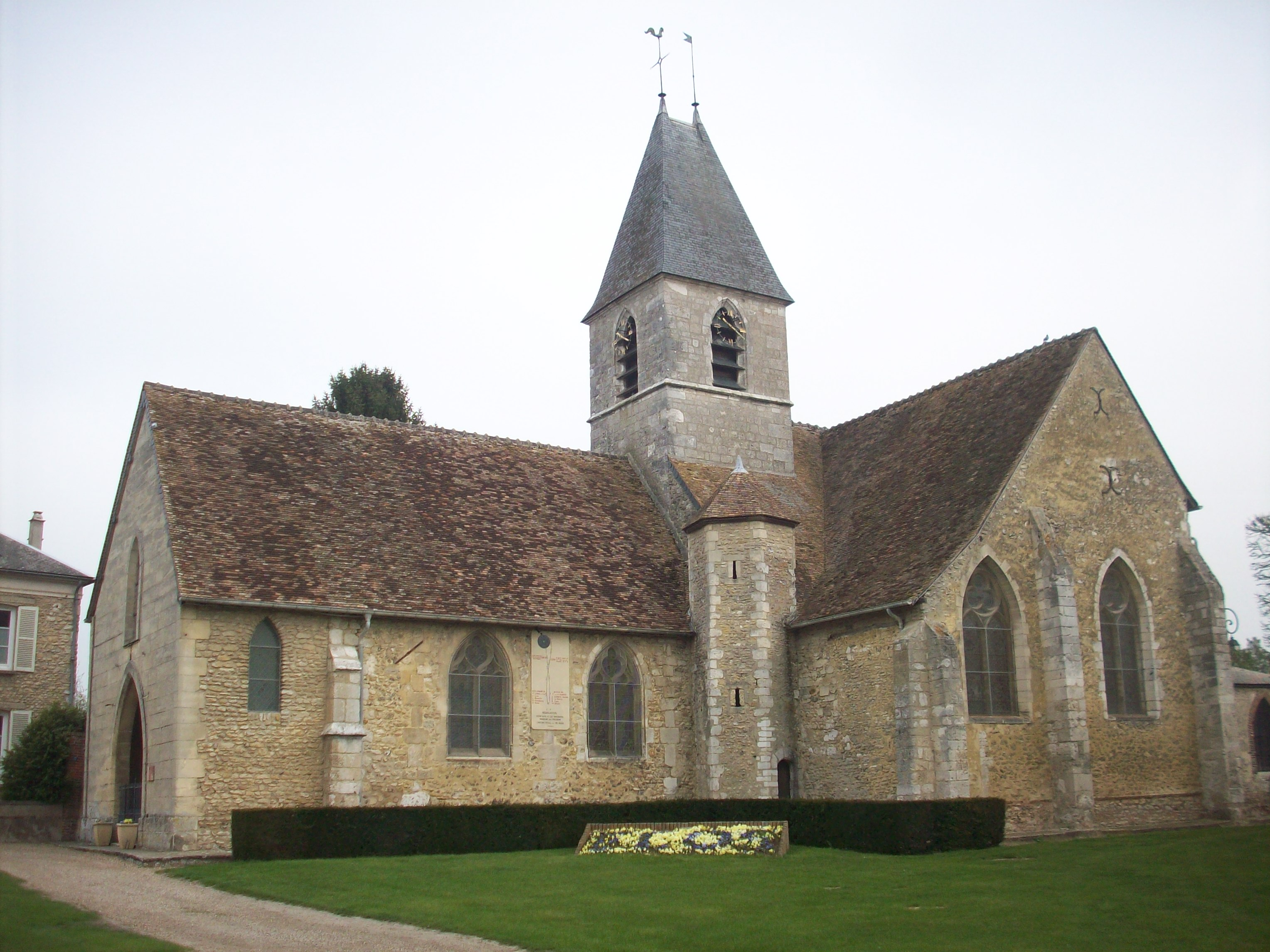
Église Saint-Denis.
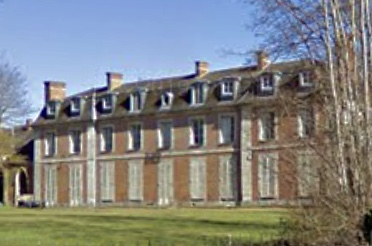
Château d'Écos.
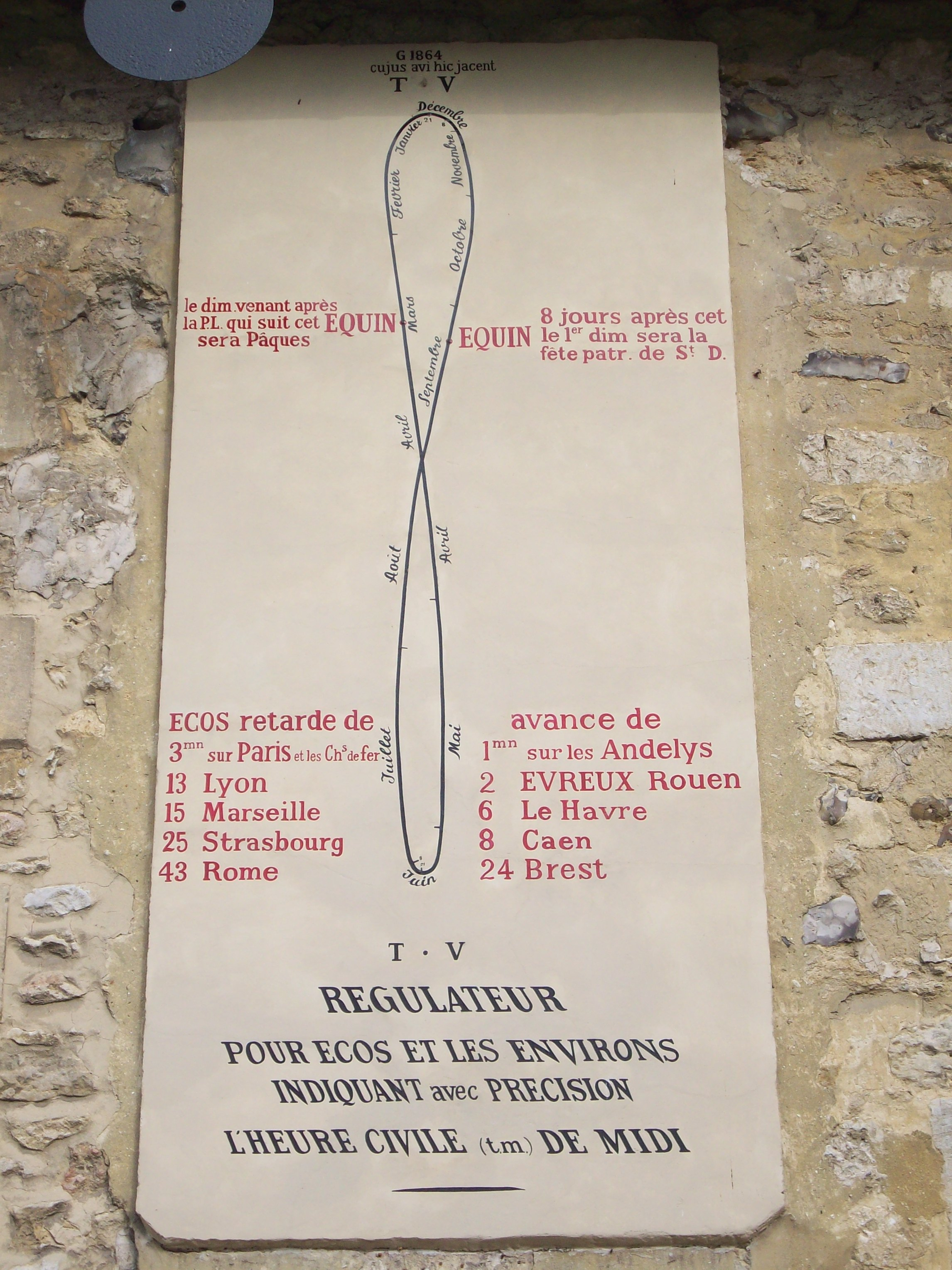
Régulateur horaire.
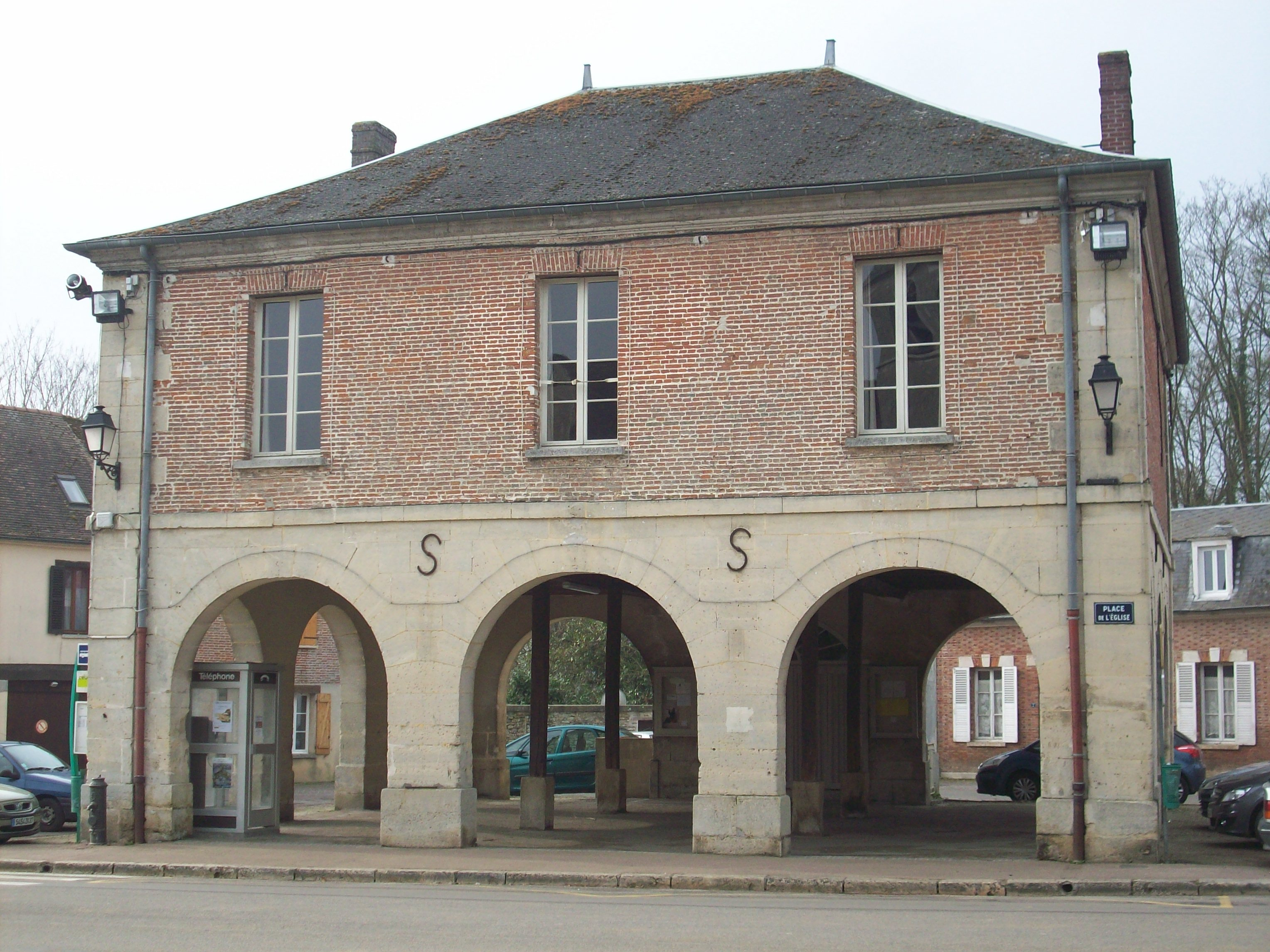
Halle.

## Personnalités liées à la commune
- Marquis Armand Alain de Fayet (1787 - Écos, 1872), capitaine, aide de camp du maréchal prince d'Eckmül (1833), chef de bataillon de la Légion de l'Eure, conseiller général de l'Eure.
- Jean Leclerc de Pulligny (Écos, 1859 - 1939), polytechnicien français, ingénieur général des ponts et chaussées et chef de bataillon du génie militaire pendant la Première Guerre mondiale.